# Castelul Serrant
Castelul Serrant este situat pe Valea Loarei, la 15 km vest de orașul Angers, în comuna Saint-Georges-sur-Loire, din departamentul Maine-et-Loire. Este construit pe fundațiile unei fortărețe medievale, fortificată din toate părțile de poduri mobile, doage și turnuri masive, proiectând silueta sa severă asupra câmpurilor din jur.
După secolul al XIV-lea, aceeași familie locuiește și administrează castelul: generațiile celor din familia de Brie se succedă, până într-o zi când unul din ei este cuprins de un nou curent venit tocmai din Italia. Charles de Brie este sedus în totalitate de Renaștere și de noile sale idei artistice, luând decizia să reconstruiască fortăreața medievală în totalitate.
Din nefericire, din cauza serioaselor probleme financiare a trebuit să întrerupă lucrările. Doar turnul din nord, o jumătate din corpurile centrale cu locuințe și începutul aripii alăturate sunt ridicate de la bază.
Un secol mai târziu, în anul 1636 Guillaume de Bautru, consilier de stat ce a marcat curțile regilor Ludovic XIII și Ludovic XIV prin comportamentul său libertin, îl achiziționează și continuă lucrările după planul original: corpurile centrale sunt terminate, turnul din sud și cele două aripi sunt create. Ultima construcție care a făcut-o Bautru a fost capela, cu ajutorul lui Jules Hardouin Mansart, în memoria comandantului armatei franceze, marchizul Vaubrun, soțul lui Marguerite de Bautru.
În 1749, ultima descendentă a lui Guillaume de Bautru este văduvă și fără copii. Ea va vinde castelul lui François Jacques Walsh, fiul căpitanului corsar Philip Walsh, care îl reamenajează: creează un parc în stil englez, construiește cele două pavilioane și monumentala poartă pe care se regăsește blazonul acestora (o lebadă străpunsă de o săgeată).
În 1830 Valentine Walsh de Serrant se căsătorește cu Charles Bretagne Marie Joseph, ducele de Trémoïlle, familie în sânul căreia se găsește și astăzi castelul Serrant. Acesta se preocupă de restaurarea castelului, încredințându-i proiectul lui Lucien Magne: din această epocă datează anumite completări ca: balustrada ornată cu "pots à feu", capitelurile ce împodobesc ferestrele de la etajul al doilea și blazonul familiei La Trémoïlle ce se găsește deasupra intrării principale.
Astăzi castelul este o reședință privată ce aparține prințului și prințesei de Merode, descendenți ai familiei Trémoïlle.
Cu acest titlu, ei sunt garanți ai bunei-stări a castelului.
Castelul Serrant, prezintă o colecție extraordinară de mobilă, obiecte de artă, tablouri, tapiserii și sculpturi.
Biblioteca adăpostește circa 12.000 de volume cu o valoare inestimabilă.

## Legături externe
- fr  Chateau Serrant.net
- fr  Chateaux-France.com
- Castelul Serrant Arhivat în 30 martie 2009, la Wayback Machine., 1 octombrie 2008, Revista Magazin